# テレビで基礎英語
テレビで基礎英語（ -きそえいご）は、NHK Eテレが2012年4月7日に放送を開始した語学番組である。

## 概要
中学高校生向け英語番組である（CEFRレベルA1）。中学レベルの英語で世界とコミュニケーションできる技術をマスターする。

## 放送時間
放送局
NHK Eテレ
- 2012年度
  - 日曜日 18:40 - 19:00／土曜日 11:00 - 11:20
    - 第1回のみ、土曜日再放送枠（2012年4月7日）で先行放送される。
    - 2012年5月6日の本放送・5月12日の再放送は、アンコール編成のため、4月29日・5月5日と同じ内容のものが放送される。
    - 2012年8月5日の本放送は、ロンドンオリンピック中継のため中止になる。
    - 2012年8月11日の再放送（第17回の初放送）は、高校野球中継に伴い休止になり、12日1:50 - 2:10に放送される。
    - 2012年8月12日の本放送・8月18日の再放送は、アンコール編成のため、2012年8月12日と同じ内容のものが放送される。
    - 2012年12月30日の本放送・2013年1月5日の再放送は、アンコール編成のため、2012年12月23日・12月29日と同じ内容のものが放送される。
    - 2013年3月31日の本放送・4月6日の再放送は、アンコール編成のため、2013年3月24日・3月30日と同じ内容のものが放送される。
- 2013年度
  - 日曜日 18:40 - 19:00／月曜日 5:30 - 5:50／土曜日 11:00 - 11:20
- 2014年度
  - 日曜日 18:40 - 19:00／月曜日 5:30 - 5:50／土曜日 11:00 - 11:20

## キャスト
- 講師：田尻悟郎（関西大学教授）
- 小籔千豊
- まえだまえだ
- 舟山久美子（くみっきー）
- パトリック・ハーラン

アニメ「フラッシュ太郎」
- 博士（声）：ミッキー・カーチス
- 太郎（声）：小川ジュリアン

## 月間テーマ
| 月間テーマ                                | テキスト     | Lesson  | 放送期間                     | 「フラッシュ太郎」のエピソード | テレキソ名画                                                                                      |
| ----------------------------------------- | ------------ | ------- | ---------------------------- | ------------------------------ | ------------------------------------------------------------------------------------------------- |
| 発音だけでもネイティブ並みに!             | 2012年4月号  | 1 - 4   | 2012年4月7日 - 5月12日       |                                | 01)今そこにある危機 02)パーシージャクソンとオリンポスの神々 03)スーパーマン 04)スーパーマン（２） |
| アルファベットがスラスラ読めるようになる! | 2012年5月号  | 5 - 8   | 2012年5月13日 - 6月9日       |                                | 05)シックスセンス 06)ナチョリブレ 07)プレデター２ 08)インディージョーンズ２                       |
| しゃべり出しならネイティブ並み!           | 2012年6月号  | 9 - 12  | 2012年6月10日 - 7月7日       |                                | 09)風と共に去りぬ 10)スピード 11)マディソン群の橋 12)エルダー兄妹                                 |
| Q&Aならネイティブ並み!                    | 2012年7月号  | 13 - 16 | 2012年7月8日 - 8月4日        |                                | 13)マイブッグファットウェディング 14)愛しのローズマリー 15)トラベリングパンツ 16)エルシド         |
| 英語で日記がじゃんじゃん書ける!           | 2012年8月号  | 17 - 20 | 2012年8月12日 - 9月8日       |                                | 17)ジョーズ 18)虚栄のかがり火 19)トップガン 20)ターミネーター                                     |
| 続・発音だけならネイティブ並み!           | 2012年9月号  | 21 - 24 | 2012年9月9日 - 10月6日       |                                | 21)カラーパープル 22)ロックンローラ 23)ウルヴァリン 24)サウンドオブミュージック                   |
| 英作文強化月間 その1                      | 2012年10月号 | 25 - 28 | 2012年10月7日 - 11月3日      |                                | 25)奴らに深き眠りを 26)グランドホテル 27)ツインズ 28)かいじゅうたちのいるところ                   |
| 英作文強化月間 その2                      | 2012年11月号 | 29 - 32 | 2012年11月4日 - 12月1日      |                                | 29)ゴッドファーザー 30)リトルミスサンシャイン 31)最後の猿の惑星 32)キングコング                   |
| 英文がツルッと覚えられるようになる!       | 2012年12月号 | 33 - 36 | 2012年12月2日 - 2013年1月5日 |                                | 33)ゴッドファーザー３ 34)ユーガットメール 35)ポセイドンアドベンチャー 36)チャンス（Being There）  |
| 続・Q&Aならネイティブ並み!                | 2013年1月号  | 37 - 40 | 2013年1月6日 - 2月2日        |                                | 37)理由無き反抗 38)エバーアフター 39)Ｘメン 40)ハリーポッターと謎のプリンス                       |
| どんどんくわしく説明できる!               | 2013年2月号  | 41 - 44 | 2013年2月3日 - 3月2日        |                                | 41)アイガーサンクション 42)ボーンアルティメイタム 43)ファンタスティックフォー 44)ランボー２       |
| 目指せ! あの日の自分越え!!                | 2013年3月号  | 45 - 48 | 2013年3月3日 - 4月6日        |                                | 45)グラディエーター 46)ジョーブラックをよろしく 47)１７アゲイン 48)Ｅ．Ｔ．                       |